# Hunan, Fujian
Hunan (kinesiska: 湖南) är en köping i sydöstra Kina. Den ligger i stadsdistriktet Changle i staden Fuzhou i provinsen Fujian, omkring 36 kilometer öster om provinshuvudstaden Fuzhou. Antalet invånare är 27 375. Befolkningen består av 13 014 kvinnor och 14 361 män. Barn under 15 år utgör 11,0 %, vuxna 15-64 år 81 %, och äldre över 65 år 7,0 %.